# هوهينبايسينبيرغ
بَلدَة ڤِيلِدستينغٌ (بالأَلمانِيَّة: Gemeinde Hohenpeißenberg) هي بَلدَة أَلمانِيَّة في مِنطَقَة ڤآيِلهَآيْمٌّ-شُونغآُو التَّابِعة لمُحافظة فرانكُونيَا الوُسطَى في وِلاَية باڤارِيا في جُمهُوريَّة أَلمَانيَا الاِتّحاديّة بمِساحة تُقَدَّر بحَوالَي 21 كم².

## المناخ
يظهر الجدول التالي التغييرات المناخية على مدار السنة لهوهينبآيسينبيرغ:
| البيانات المناخية لـهوهينبآيسينبيرغ | البيانات المناخية لـهوهينبآيسينبيرغ | البيانات المناخية لـهوهينبآيسينبيرغ | البيانات المناخية لـهوهينبآيسينبيرغ | البيانات المناخية لـهوهينبآيسينبيرغ | البيانات المناخية لـهوهينبآيسينبيرغ | البيانات المناخية لـهوهينبآيسينبيرغ | البيانات المناخية لـهوهينبآيسينبيرغ | البيانات المناخية لـهوهينبآيسينبيرغ | البيانات المناخية لـهوهينبآيسينبيرغ | البيانات المناخية لـهوهينبآيسينبيرغ | البيانات المناخية لـهوهينبآيسينبيرغ | البيانات المناخية لـهوهينبآيسينبيرغ | البيانات المناخية لـهوهينبآيسينبيرغ |
| الشهر                               | يناير                               | فبراير                              | مارس                                | أبريل                               | مايو                                | يونيو                               | يوليو                               | أغسطس                               | سبتمبر                              | أكتوبر                              | نوفمبر                              | ديسمبر                              | المعدل السنوي                       |
| ----------------------------------- | ----------------------------------- | ----------------------------------- | ----------------------------------- | ----------------------------------- | ----------------------------------- | ----------------------------------- | ----------------------------------- | ----------------------------------- | ----------------------------------- | ----------------------------------- | ----------------------------------- | ----------------------------------- | ----------------------------------- |
| الدرجة القصوى °م (°ف)               | 13.6 (56.5)                         | 17.1 (62.8)                         | 20.6 (69.1)                         | 24.0 (75.2)                         | 26.2 (79.2)                         | 31.8 (89.2)                         | 32.9 (91.2)                         | 30.5 (86.9)                         | 29.4 (84.9)                         | 26.3 (79.3)                         | 21.5 (70.7)                         | 18.5 (65.3)                         | 32.9 (91.2)                         |
| متوسط درجة الحرارة الكبرى °م (°ف)   | 1.3 (34.3)                          | 2.0 (35.6)                          | 5.2 (41.4)                          | 9.2 (48.6)                          | 14.0 (57.2)                         | 17.1 (62.8)                         | 19.4 (66.9)                         | 18.8 (65.8)                         | 16.1 (61.0)                         | 11.6 (52.9)                         | 5.5 (41.9)                          | 2.2 (36.0)                          | 10.2 (50.4)                         |
| المتوسط اليومي °م (°ف)              | −1.6 (29.1)                         | −1.1 (30.0)                         | 1.6 (34.9)                          | 5.1 (41.2)                          | 9.6 (49.3)                          | 12.7 (54.9)                         | 15.0 (59.0)                         | 14.6 (58.3)                         | 12.0 (53.6)                         | 8.0 (46.4)                          | 2.6 (36.7)                          | −0.5 (31.1)                         | 6.5 (43.7)                          |
| متوسط درجة الحرارة الصغرى °م (°ف)   | −4.1 (24.6)                         | −3.6 (25.5)                         | −1.2 (29.8)                         | 1.8 (35.2)                          | 6.0 (42.8)                          | 9.0 (48.2)                          | 11.3 (52.3)                         | 11.2 (52.2)                         | 8.9 (48.0)                          | 5.2 (41.4)                          | 0.0 (32.0)                          | −3.2 (26.2)                         | 3.4 (38.2)                          |
| أدنى درجة حرارة °م (°ف)             | −22.0 (−7.6)                        | −18.8 (−1.8)                        | −17.6 (0.3)                         | −7.6 (18.3)                         | −4.3 (24.3)                         | −1.1 (30.0)                         | 3.3 (37.9)                          | 1.6 (34.9)                          | −0.6 (30.9)                         | −5.2 (22.6)                         | −12.0 (10.4)                        | −19.9 (−3.8)                        | −22.0 (−7.6)                        |
| الهطول مم (إنش)                     | 61.0 (2.40)                         | 60.0 (2.36)                         | 64.0 (2.52)                         | 93.0 (3.66)                         | 131.0 (5.16)                        | 168.0 (6.61)                        | 161.0 (6.34)                        | 156.0 (6.14)                        | 107.0 (4.21)                        | 71.0 (2.80)                         | 73.0 (2.87)                         | 66.0 (2.60)                         | 1٬211 (47.67)                       |
| متوسط أيام هطول الأمطار (≥ 1.0 mm)  | 12.0                                | 10.0                                | 11.0                                | 13.0                                | 15.0                                | 16.0                                | 14.0                                | 14.0                                | 10.0                                | 9.0                                 | 11.0                                | 11.0                                | 146                                 |
| ساعات سطوع الشمس الشهرية            | 92.3                                | 100.8                               | 137.0                               | 156.0                               | 187.7                               | 199.4                               | 229.9                               | 210.7                               | 178.9                               | 150.3                               | 92.9                                | 84.5                                | 1٬820٫4                             |
| المصدر: NOAA                        |                                     |                                     |                                     |                                     |                                     |                                     |                                     |                                     |                                     |                                     |                                     |                                     |                                     |

## وُصلات خارجيّة
- الصّفحة الرّسميّة لِبَلدَة ڤِيلِدستينغٌ (باللُّغَةُ الألمانِيّة، والإِنجِلِيزِيّة).

## مَراجع
1. ↑  "Alle politisch selbständigen Gemeinden mit ausgewählten Merkmalen am 31.12.2018 (4. Quartal)" (بالألمانية). Statistisches Bundesamt. Archived from the original on 2019-03-10. Retrieved 2019-03-10.
2. ↑  Alle politisch selbständigen Gemeinden mit ausgewählten Merkmalen am 31.12.2023 (بالألمانية), Statistisches Bundesamt, 28. Oktober 2024, QID:Q131220759, Archived from the original on 17 November 2024 {{استشهاد}}: تحقق من التاريخ في: |publication-date= (help)
3. 1 2  "Timezone and DST in Germany" (بالإنجليزية). Retrieved 2025-05-05.
4. ↑  GeoNames (بالإنجليزية), 2005, QID:Q830106
5. ↑  "Hohenpeißenberg (10962) - WMO Weather Station". NOAA. مؤرشف من الأصل في 2020-11-17. اطلع عليه بتاريخ 2019-02-07.